# Ellerslie (Maryland)
Ellerslie est une census-designated place située dans le comté d'Allegany, dans l’État du Maryland, aux États-Unis. Lors du recensement de 2020, elle comptait 858 habitants.